# 外科醫師

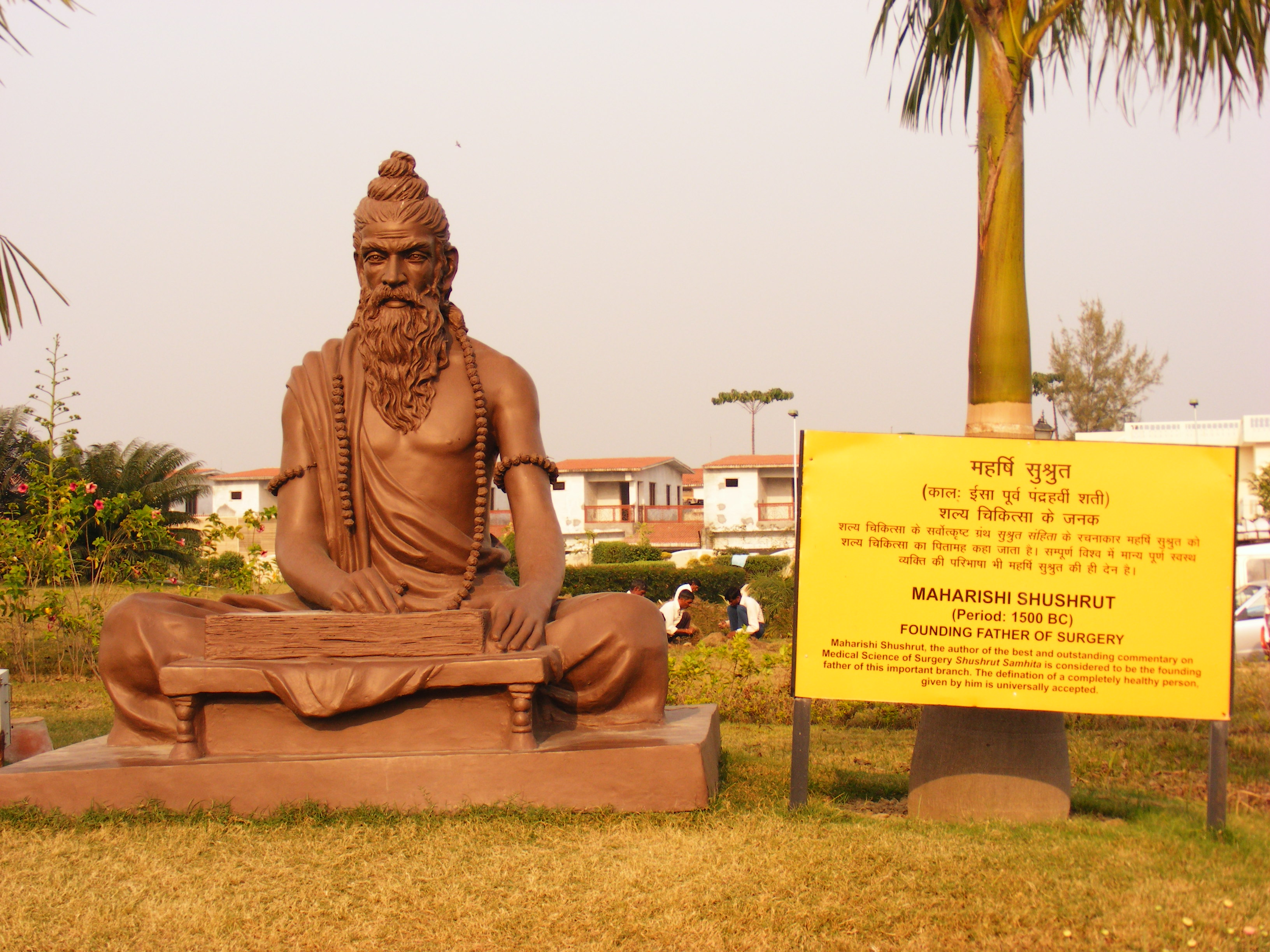
古印度外科醫生蘇胥如塔的雕像，一般認為是「外科醫學之父」，也是早期推動整型醫學的人

醫學上，外科醫師（英語：Surgeon）是會進行手術的醫師，除一般醫師外，足科醫生、牙醫師與兽医也會進行手術。

## 歷史

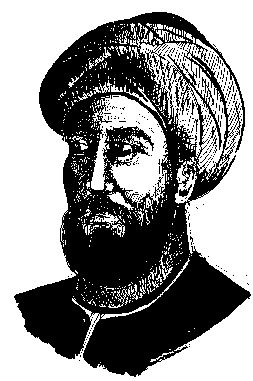
伊斯蘭黃金時代的外科醫師宰赫拉威，也曾譽為外料手術之父

歷史上第一位記錄手術的人是第六世紀的印度外科醫生蘇胥如塔，他專門從事美容整形手術，曾記錄一次隆鼻手術。他所寫的《妙闻本集》（Suśruta-saṃhitā）是目前還能找到的重要古代醫學典籍之一，也是阿育吠陀及外科最基礎的大獻之一。這本典籍提及了一般醫學的許多層面，而翻譯家G. D. Singhal因為發現蘇胥如塔作品中對手術精確及詳細的記錄，稱蘇胥如塔為「外科手術之父」 。
印度的阿育吠陀醫學後來漸漸式微，手術也被忽略，一直到伊斯蘭黃金時代外科醫師宰赫拉威（936-1013）才重新建立手術為有效的醫學實務。一般認為他是中古伊斯蘭世界中最偉大的外科醫師，也曾經描述為「外科手術之父」。他對醫學的偉大貢獻包括有《醫學寶鑒》，一部共33卷的醫療實務百科全書。他是第一位描述異位妊娠的醫生，也是第一個發現 血友病遺傳特性的醫生。
宰赫拉威在手術及相關設備上的開創性貢獻對外科有巨大的影響，不過一直到十九世紀之後，歐洲及西方國家才開始將外科學視為是一個獨立的醫學學科。
在古代歐洲，外科手術多半是和理髮師有關，理髮師會利用其理髮的用具來進行手術，一般是在戰場上，或是為雇請他們的貴族所工作。隨著醫學及生理學的進步，外科醫師和理髮師漸漸分為二個不同的專業，約在十九世紀時已不再由理髮師進行外科手術，而外科手術會由專業的外科醫師來進行。

## 分科

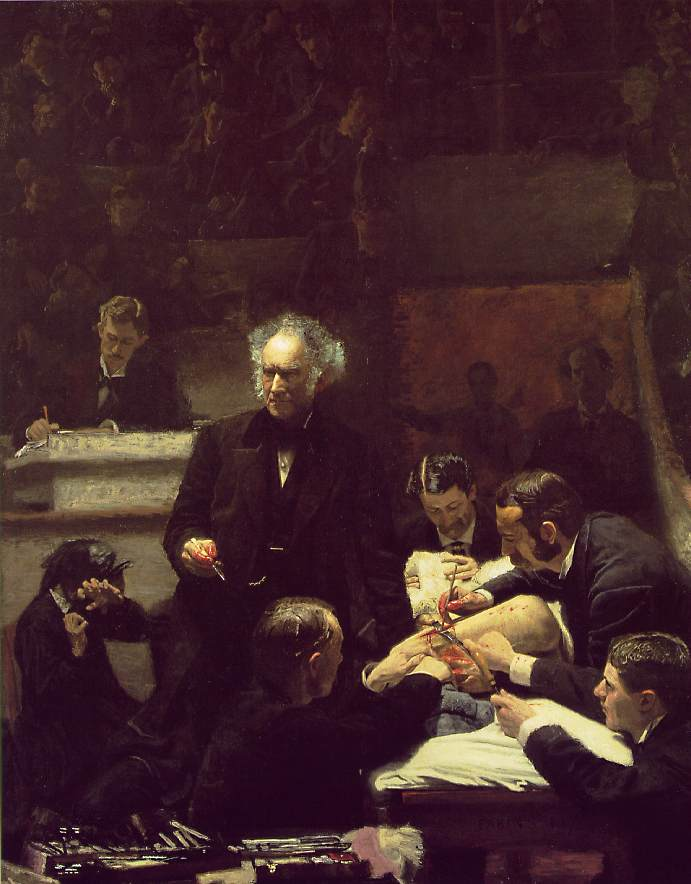
由湯姆·艾金斯在1875年所繪的《le|格罗斯医师的临床课|The Gross Clinic》，目前收藏在费城艺术博物馆及賓夕法尼亞美術學院

[[File:EakinsTheGrossClinic.jpg|thumb|由湯姆·艾金斯在1875年所繪的《{{le|格罗斯医师的临床课|The Gross Clinic》，目前收藏在费城艺术博物馆及賓夕法尼亞美術學院]]
- 心脏外科（在美國屬於心胸外科）
- 结肠直肠外科（英语：Colorectal surgery）
- 牙科
- 器官移植外科
- 上消化道外科（英语：Upper gastrointestinal surgery）
- 血管外科
- 颅面外科（英语：Craniofacial surgery）
- 神經外科
- 口腔頜面外科
- 婦產科
- 矫形外科（骨科）
- 眼科
- 耳鼻喉科
- 小兒外科（英语：Pediatric surgery）
- 整形外科
- 足病外科（英语：Podiatric surgery）
- 肿瘤外科（英语：Surgical oncology）
- 創傷外科
- 胸腔外科（在美國屬於心胸外科）
- 泌尿外科
- 獸醫外科（英语：Veterinary surgery）
- 普通外科（一般外科）

有些普通科醫生，或是家庭醫學科或急診醫學的醫生也會進行手術，不過多半是常見、較小型的手術，或是一些急診外科的手術。手術中一般會進行麻醉，而麻醉科醫師及護理麻醉師會處理手術麻醉相關的事宜。外科醫生助理、刷手護理師、流動護理師、外科技術人員及外科部門從業人員都是支援外科醫師的專業人士。
美國勞動部對外科醫師的定義是「利用侵入性方式、微創手術或是非侵入性外科方式治療疾病、損傷和畸形的醫生，其方式可能使用儀器，設備或人工進行。
」

## 組織及團體
- 美国足踝外科学院（英语：American College of Foot and Ankle Surgeons）（ACFAS）
- 美国外科学院（英语：American College of Surgeons）（FACS）
- 澳大利亚皇家牙医学院（英语：Royal Australasian College of Dental Surgeons）（FRACDS）
- 澳大利亚皇家外科学院（英语：Royal Australasian College of Surgeons）（FRACS）
- 皇家外科醫師學會會員（英语：Fellowship of the Royal College of Surgeons）（FRCS）
- 加拿大皇家内科医生和外科医生学院（英语：Royal College of Physicians and Surgeons of Canada）（FRCS）
- 爱丁堡皇家外科医学院（英语：Royal College of Surgeons of Edinburgh）（FRCS）
- 愛爾蘭皇家外科醫學院（FRCSI）